# Most Rio–Niterói
Most Rio–Niterói (portugalsko Ponte Rio-Niterói), uradno Most President Costa e Silva, je škatlasto gredni most čez zaliv Guanabara, ki povezuje mesti Rio de Janeiro in Niterói v zvezni državi Rio de Janeiro, Brazilija. Trenutno je drugi najdaljši most v Latinski Ameriki, takoj za mostom metro linije 1, in 48. najdaljši na svetu leta 2020. Od dokončanja leta 1974 do leta 1985 je bil drugi najdaljši most na svetu, takoj za mostom ob jezeru Pontchartrain Causeway.
Dolg je 13,29 kilometra – 8,836 kilometra nad vodo, 300-metrsk osrednji razpon mostu je visok 72 metrov, da omogoča prehod na stotine ladij, ki vplujejo in vsak mesec zapustijo zaliv. V času, ko je bil dokončan, je bil osrednji razpon najdaljši škatlasti nosilec na svetu; od takrat sta ga presegla 301-metrski glavni razpon mostu Stolma (1998) in 330-metrski glavni razpon drugega mostu Shibanpo (2006). Dnevno prevaža več kot 150.000 vozil, ki plačajo cestnino samo ob vstopu v Niterói v višini 6,2 R$ (1,15 USD) od maja 2024. Ima 18 dostopov in osem nadvozov.
Uradno je del zvezne avtoceste BR-101. Od 1. junija 1995 je bil pod 20-letno koncesijo v upravljanju Ponte S.A. do 1. junija 2015, odkar Ecoponte upravlja most.

## Zgodovina
Ideja sega v leto 1875, ko je bila predvidena povezava z mostom in predorom med dvema mestoma, ločenima z zalivom Guanabara in povezanima s cesto samo prek celinskega potovanja, dolgega več kot 100 kilometrov skozi mesto Magé.
Leta 1963 je bila ustanovljena delovna skupina, ki je preučila projekt izgradnje mostu. 29. decembra 1965 je bil ustanovljen izvršni odbor za vodenje programa gradnje mostov. Predsednik Artur da Costa e Silva je 23. avgusta 1968 podpisal odlok, s katerim je odobril projekt za most. Program mostov je vodil minister za promet Mario Andreazza.
Gradnja se je začela simbolično 9. novembra 1968, v navzočnosti britanske kraljice Elizabete II. na njenem edinem obisku v Braziliji. Dejansko delo se je začelo decembra 1968.
Sprva je most gradil konzorcij brazilskih podjetij pod vodstvom Camargo Correa SA (za betonska dela) ter Cleveland Bridge & Engineering Company in Redpath Dorman Long v sodelovanju z Montreal Engenharia iz Brazilije (za jeklene navigacijske razpone). 26. januarja 1971 je predsednik Emílio Garrastazu Médici podpisal odlok o prevzemu nadzora nad konzorcijem.
Most so odprli 4. marca 1974, v ponedeljek zjutraj, z uradnim imenom Most predsednika Costa e Silva. Rio-Niterói se je začel kot opisni vzdevek, ki je kmalu postal bolj znan kot uradno ime. Danes ga komaj kdo omenja z uradnim imenom.
Leta 2012 je bil vložen predlog zakona za spremembo njegovega uradnega imena, most predsednika Costa e Silva - drugi predsednik brazilske vojaške diktature med letoma 1964 in 1985 - v most Herberta de Souze, kar je razjezilo brazilsko vojsko.

## Opis
Most nosi brazilsko zvezno avtocesto BR-101 v smeri zahod-vzhod čez zaliv Guanabara. Prvotno je imel šest pasov in ozke robove, ki so jih leta 2009 spremenili v osem pasov (štiri v vsako smer) brez robov. Na najvišji točki je 72 m nad morjem.
Celotna struktura dolžine 13.290 m vključuje (od zahoda (Rio) proti vzhodu (Niterói)): distribucijsko strukturo, ki meji na Avenidas Brasil in Rio de Janeiro, več kot 2 km dolgo dvignjeno cesto, ki vodi čez pristaniške objekte, dejansko, okoli 7,3 km dolg glavni most do Ilha de Mocanguê, približno 1,9 km dolg most, ki vodi čez Ilha do Cajú do cestninske postaje na rtu, in distribucijska struktura v Niteróiju.
Glavni most ima sredinsko odprtino širine 300 m in dve stranski odprtini širine 200 m. Premoščena sta z dvema vzporednima jeklenima škatlastima nosilcema, ki štrlita 74 m v sosednja polja na obeh straneh in sta tako skupaj dolga 848 m. Skupaj sta široka 26,6 m. Pravokotne votle škatle so široke po 6,86 m, njihova konstrukcijska višina je pri stebrih 13 m in se proti sredini polja zmanjša na 7,5 m.
Mostovne rampe, ki se dvigajo proti glavnemu mostu, so dolge skupaj 7884 m z razponi 80 m. Njihova zgornja konstrukcija je sestavljena iz prednapetih betonskih votlih nosilcev enakih dimenzij kot glavni most, vendar s konstantno višino 4,74 m.
Zgornji ustroj nadvišane ceste in dveh razdelilnikov so T-nosilni mostovi iz montažnih prednapetih betonskih nosilcev.
Pari stebrov iz armiranega betona imajo konstanten votel prerez, torej brez zategovanja. Pari stebrov stojijo na skupnih osnovah, ki so temeljene s kesoni in uvrtanimi piloti do globine 60 m pod vodno gladino.

### p renova
Že v 1990-ih so stebre na glavnih prepustih zaščitili z ladijskimi deflektorji v obliki delfinov. Med letoma 2000 in 2009 so bila izvedena obsežna obnovitvena dela, vključno z odpravo poškodb zaradi korozije. V jeklene nosilce glavnega mostu so bili vgrajeni blažilci tresljajev, da bi preprečili tresljaje jeklenega nosilca, ki so se v preteklosti večkrat pojavljali pri hitrosti vetra okoli 60 km/h, zaradi česar je bil most občasno zaprt.

## Polemika
Uradno je med gradnjo mostu umrlo 33 ljudi. Neuradne ocene kažejo, da je število smrtnih žrtev preseglo 400. Nekateri ljudje so namigovali, da so bili delavci zakopani v beton, vendar je inženir Bruno Contarini to oporekal z besedami: »Niti betona ni bilo, ko se je eden od temeljev med preizkusom obremenitve prevrnil in osem ljudi je umrlo. Če katera trupla niso bila rešena, je to zato, ker so izginila v zalivu, ne zato, ker so bila zakopana v beton.«

## Vpliv na okolje
Gradnji mostu je sledil med drugim dinamičen razvoj počitniškega območja Costa do Sol, približno 160 km vzhodno, z Búziosom, ki ga je med drugim prvotno popularizirala Brigitte Bardot, kot najbolj znano obmorsko letovišče mednarodnega ugleda.
Most je brezupno preobremenjen, še posebej v prometnih konicah, ob začetku/koncu počitnic in (dolgih) vikendih. Prometni zamaški v središču Ria de Janeira ali zaledju Niteróija niso neobičajni.
Most je edina neposredna povezava za motorna vozila med Riom de Janeirom (južna cona/središče) in Niteróijem oziroma počitniškim območjem Região dos Lagos (Cabo Frio, Búzios).
Obvoz mostu (na primer v primeru zaprtja) pomeni približno 85 km obvoza po zveznih cestah BR-040 in BR-493 severno od zaliva Guanabara preko Magé.
Hkrati obstajajo samo potniški trajekti, ki jih uporabljajo predvsem vozniki med Niteróijem in Riom, da bi se izognili vsakodnevnemu prometnemu zamašku na mostu.

## V popularni kulturi
Leta 1977 je v prometni nesreči na mostu umrla znana brazilska pevka Maysa.
Leta 2011 je bil most prikazan v filmu Fast Five. Portoriški most Teodoro Moscoso se je v zadnjih trenutkih filma podvojil za most.
Google Doodle je bil izdan 4. marca 2016, na 42. obletnico dokončanja mostu.